# Shu Ting Hsia
 Shu Ting Hsia  (* 25. September 1903 in Peking; † 16. August 1980 in West Haven, Connecticut) war eine chinesisch-amerikanische Mathematikerin.

## Leben und Werk
Hsia wurde als ältestes von mehreren Kindern von ShienYing Chen und dem Eisenbahningenieur Te-Yuang Liu in China geboren. Sie besuchte in Peking die Vorschule und möglicherweise eine Universität, bevor sie in die Vereinigten Staaten kam. Von 1923 bis 1929 studierte sie Mathematik mit einem Barbour-Stipendium an der University of Michigan in Ann Arbor. Sie war dort einige Jahre Mitglied des Chinese Students Club. 1926 erwarb sie einen Bachelor-Abschluss und 1927 einen Master-Abschluss. 1929 promovierte sie bei Louis Allen Hopkins mit der Dissertation: Theory of Periodic Orbits for Asteroids of Integral Types. Ihre Dissertation befasste sich mit der Konstruktion periodischer Lösungen der Differentialgleichungen für die ebene Bewegung eines infinitesimalen Körpersubjekts zur Anziehungskraft von Jupiter und Sonne. Anschließend war sie für zwei Monate Ersatzlehrer für ein krankes Fakultätsmitglied am Colorado College in Colorado Springs. 1929 heiratete sie Pin Fang Hsia (1902–1970). 1930 lebten sie in Detroit, Michigan und kehrten dann nach China zurück, wo sie als Lehrerin am Shanghai College unterrichtete. 1931 und 1937 wurden ihre beiden Kinder in Shanghai geboren. Vermutlich 1937 floh die Familie nach Hongkong. 1939 kam die Familie Hsia in die Vereinigten Staaten, wo sie bis 1946 blieb. Während dieser Zeit war ihr Ehemann Manager der Bank of China in New York. Von 1944 bis 1945 unterrichtete sie als Teilzeitlehrerin am Hunter College. 1946 wurde ihr Ehemann nach London versetzt als Resident Manager der Bank of China und verantwortlich für die Expansion nach Europa. Das Ehepaar kehrte nach seinem Rücktritt nach New York zurück, wo er bis zu seiner Pensionierung für die Ölfirma Magnus Mabee & Reynard arbeitete. Sie arbeitete bis zu ihrer Pensionierung für das New York City Youth Board und zog dann nach New Haven, Connecticut. 1981 wurde an die University of Michigan aus ihrem Nachlass ein Geschenk von 8000 Dollar gemacht, wobei ein Teil davon für die Aufstockung des Barbour-Stipendienfonds gewährt wurde als Ausdruck von Dankbarkeit für das Stipendium, das sie erhalten hatte.